# Håja
Håja  (en Nordsamisk Jievju) est une  île inhabitée du comté de Finnmark, sur la côte de la mer de Norvège et la mer de Barents. L'île fait partie la commune de Hammerfest.

## Description

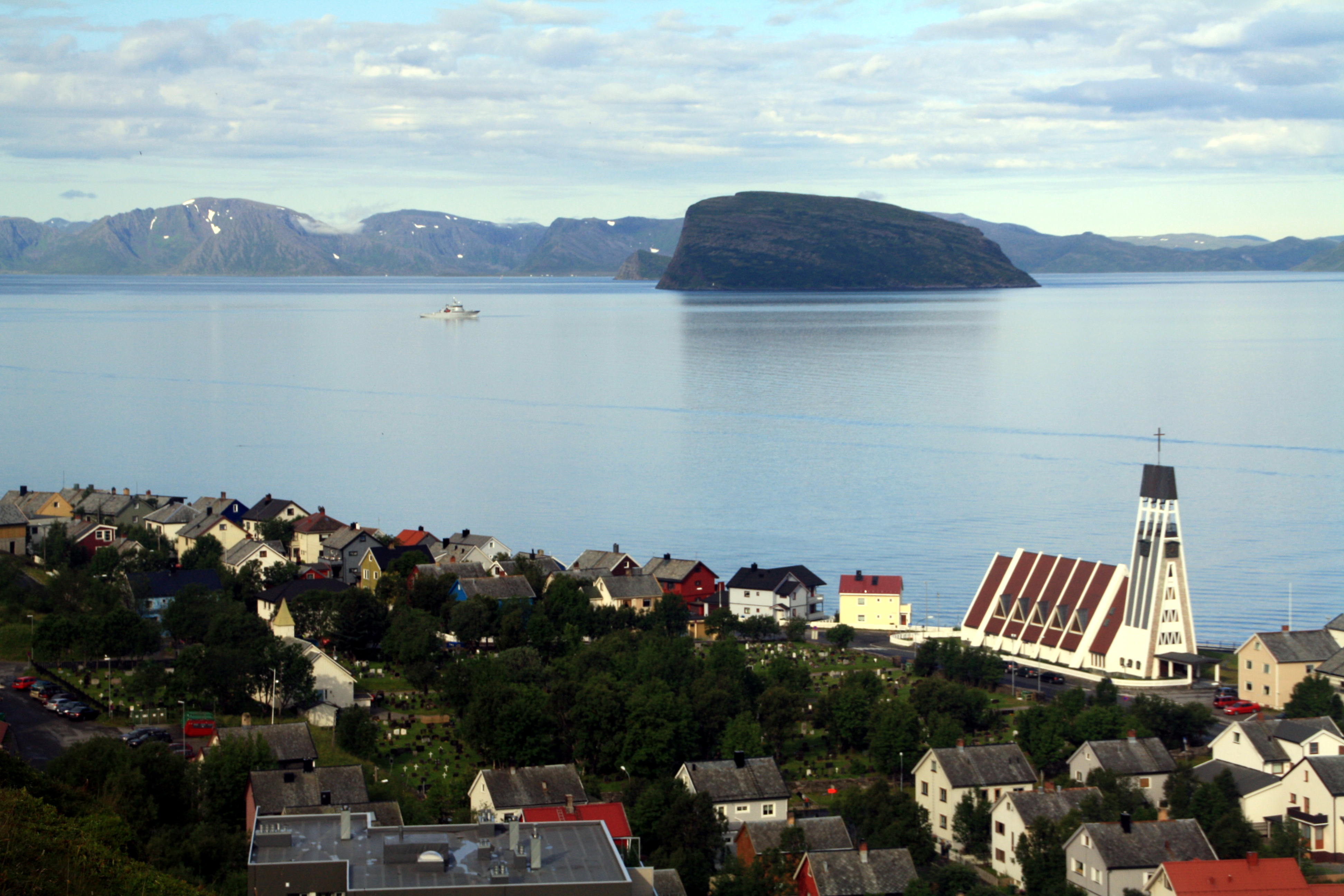
L'île vue de Hammzrfest

L'île de 1,68 km2 est située dans le détroit de Sørøysundet, entre les plus grandes îles de Kvaløya à l'est, Seiland au sud et Sørøya au nord-ouest. La ville de Hammerfest se trouve à environ 8 kilomètres (5,0 mi) à l'est de Håja.
Sur l'île, il y a une colonie de goélands. Les habitants utilisent l'île pour cueillir des œufs de mouette et des baies, des ingrédients traditionnels de la cuisine du nord de la Norvège.